# Fosse no 7 - 7 bis des mines de Béthune
La fosse no 7 - 7 bis de la Compagnie des mines de Béthune est un ancien charbonnage du Bassin minier du Nord-Pas-de-Calais, situé à Mazingarbe. Le fonçage commence le 4 avril 1875 à l'est de la commune, les travaux avancent sans difficultés, et la fosse est en mesure de produire en mai 1877. Le puits d'aérage no 7 bis est ajouté en 1905 à 420 mètres au sud-ouest du puits no 7, il est doté de ventilateurs en lieu et place d'un chevalement. Des cités sont bâties à proximité de la fosse. Les terrils nos 50 et 50A sont édifiés près de la fosse, le second est un cavalier minier. La fosse est détruite lors de la Première Guerre mondiale. Elle est reconstruite avec un chevalement en béton armé dans le style architectural de la Compagnie de Béthune. Les cités sont reconstruites et étendues.
La Compagnie des mines de Béthune est nationalisée en 1946, et intègre le Groupe de Béthune. En 1957, un nouveau ventilateur « Fournier et Bouillon » remplace l'ancien de marque « Guibal » datant de 1910, sur le puits no 7. Le gisement profond de la fosse n'est pas très productif, la fosse ferme en 1965, et son puits no 7 est remblayé la même année. Le puits no 7 bis est remblayé trois ans plus tard. Le terril est partiellement exploité.
Au début du XXIe siècle, Charbonnages de France matérialise les têtes des puits nos 7 et 7 bis, et dote le puits no 7 d'un exutoire de grisou. À la fin des années 2000, les maisons des rues Montesquieu, Châteaubriand, et de la Fontaine sont détruites, le reste a été rénové. Les terrils sont des espaces verts.

## La fosse

### Fonçage
Consécutivement à l'ouverture de ses fosses nos 5 et 6,, la Compagnie des mines de Béthune ouvre sa fosse no 7 à l'est de Mazingarbe. La fosse est située au sud de la route nationale no 43, de Calais à Bouchain, à 3 100 mètres du clocher de Mazingarbe, et à 2 400 mètres à l'ouest du clocher de Loos-en-Gohelle. Le fonçage débute le 4 avril 1875.
Le puits no 7 est situé à l'altitude de 53,26 mètres,. Le niveau est passé à l'aide d'une seule pompe d'épuisement. La venue d'eau maximale a été de 700 hectolitres à l'heure, à la profondeur de 41,90 mètres. Un cuvelage en chêne est posé entre 15,40 et 94,50 mètres de profondeur. Le diamètre utile du puits est de 4,50 mètres. Le terrain houiller est atteint à la profondeur de 137,70 mètres,. Une veine épaisse de 80 centimètres est recoupée à 137 mètres, une deuxième veine d'un mètre à 150 mètres, puis une veine de 1,10 mètre et enfin, une de 65 centimètres.

### Exploitation
La fosse entre en exploitation en mai 1877,. L'ancienne machine d'extraction du puits no 1 y est installée. L'allure des veines est peu régulière. Dans les années 1890, les accrochages sont établis aux profondeurs de 190, 261 et 361 mètres. Le puits est alors profond de 385 mètres.
Le puits d'aérage no 7 bis est ajouté en 1905, à 420 mètres au sud-ouest du puits no 7. Il n'est pas équipé de chevalement, juste de ventilateurs. La fosse est détruite durant la Première Guerre mondiale. Elle est reconstruite avec un chevalement en béton armé, dans le style architectural de la Compagnie de Béthune.
La Compagnie des mines de Béthune est nationalisée en 1946, et intègre le Groupe de Béthune. Le ventilateur « Guibal » de 1910 du puits no 7 bis est remplacé en 1957 par un nouveau ventilateur « Fournier et Bouillon ». L'étage de 361 mètres est exploité jusqu'en 1959, à partir de cette date, l'étage de 461 mètres, préparé depuis 1932, commence à être exploité. Le gisement profond de la fosse n'est pas très productif, la fosse ferme en 1965, et son puits no 7, profond de 483 mètres, est remblayé la même année. Le puits no 7 bis, profond de 398 mètres, est remblayé trois ans plus tard. Les installations de la fosse sont ensuite détruites.

### Reconversion
Au début du XXIe siècle, Charbonnages de France matérialise les têtes des puits nos 7 et 7 bis, et dote le puits no 7 d'un exutoire de grisou. Le BRGM y effectue des inspections chaque année. Le carreau de fosse est une zone industrielle. Il subsiste la salle des machines, le château d'eau, deux bâtiments de plain-pied, ainsi qu'une partie des murs d'enceinte.

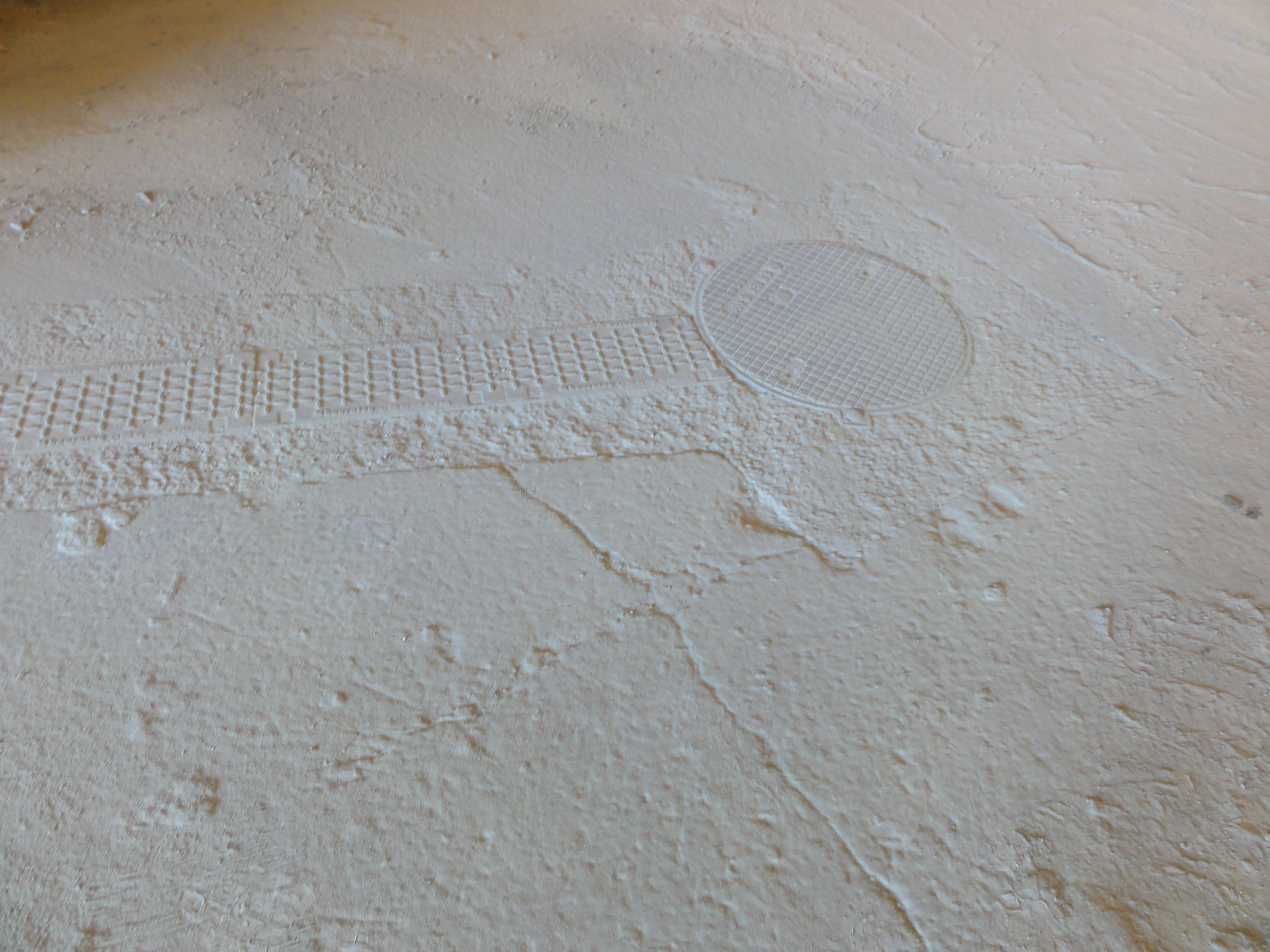
Tête de puits matérialisée no 7 et exutoire de grisou.
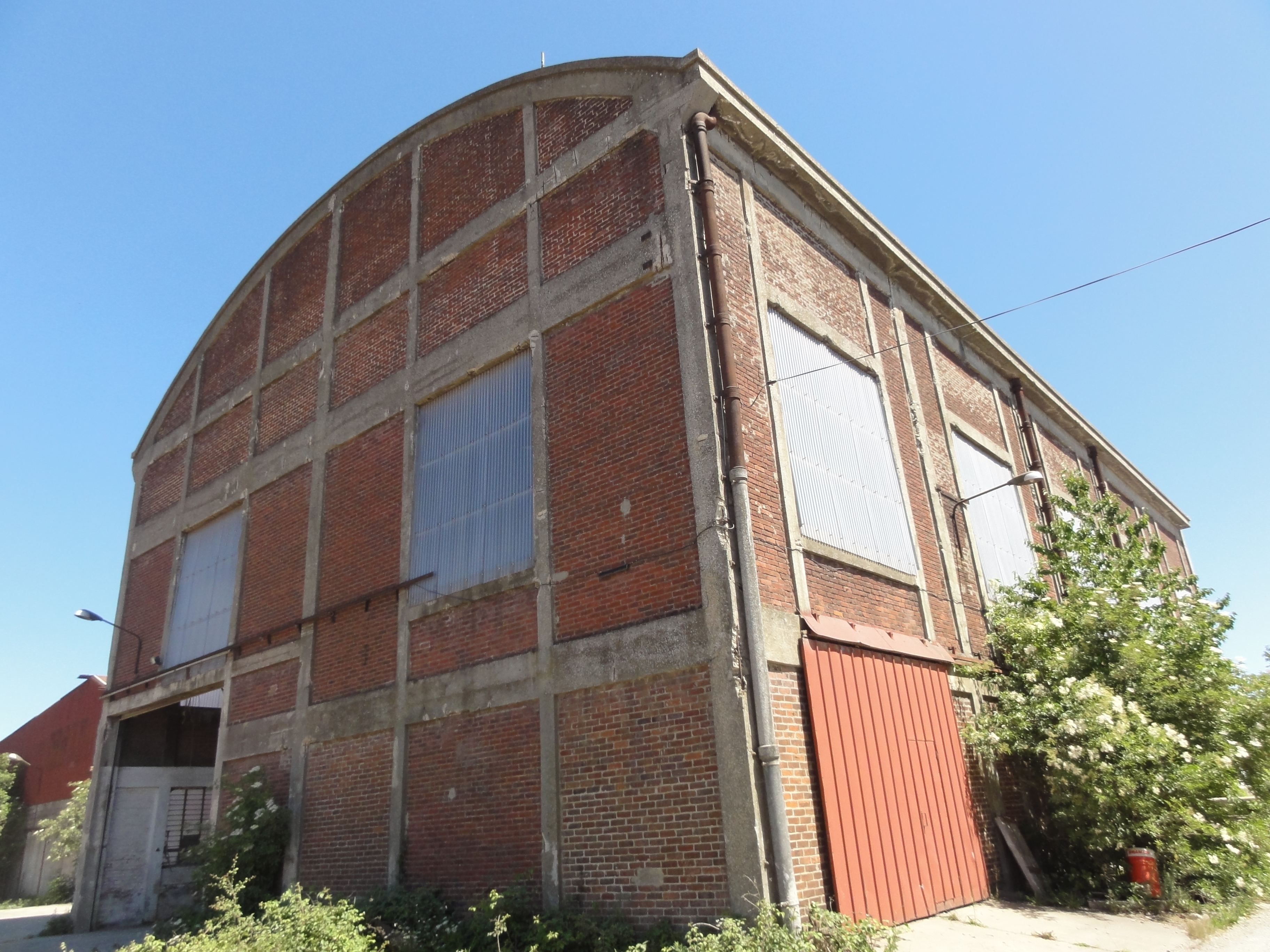
La salle des machines du puits no 7.
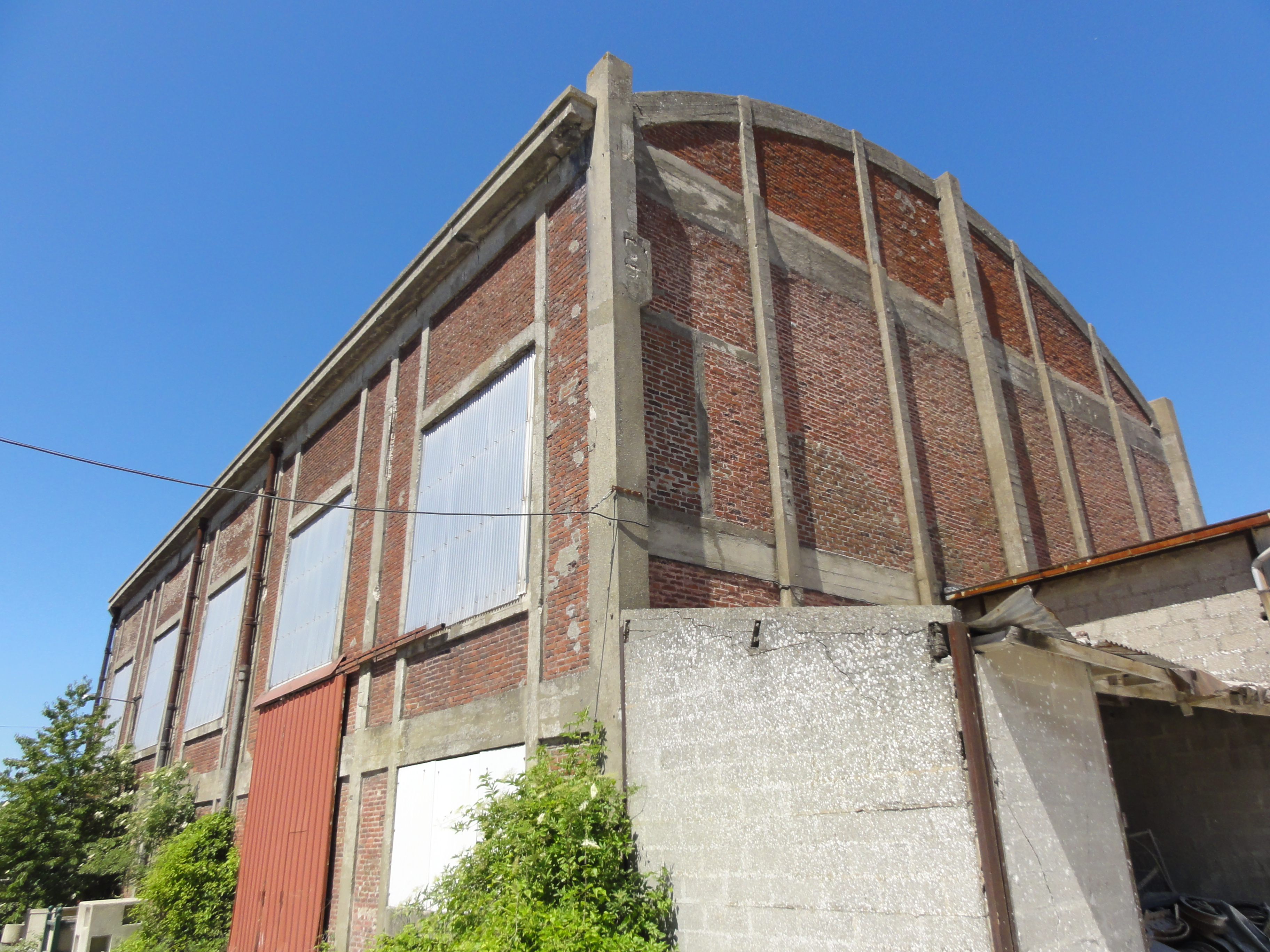
La salle des machines du puits no 7.
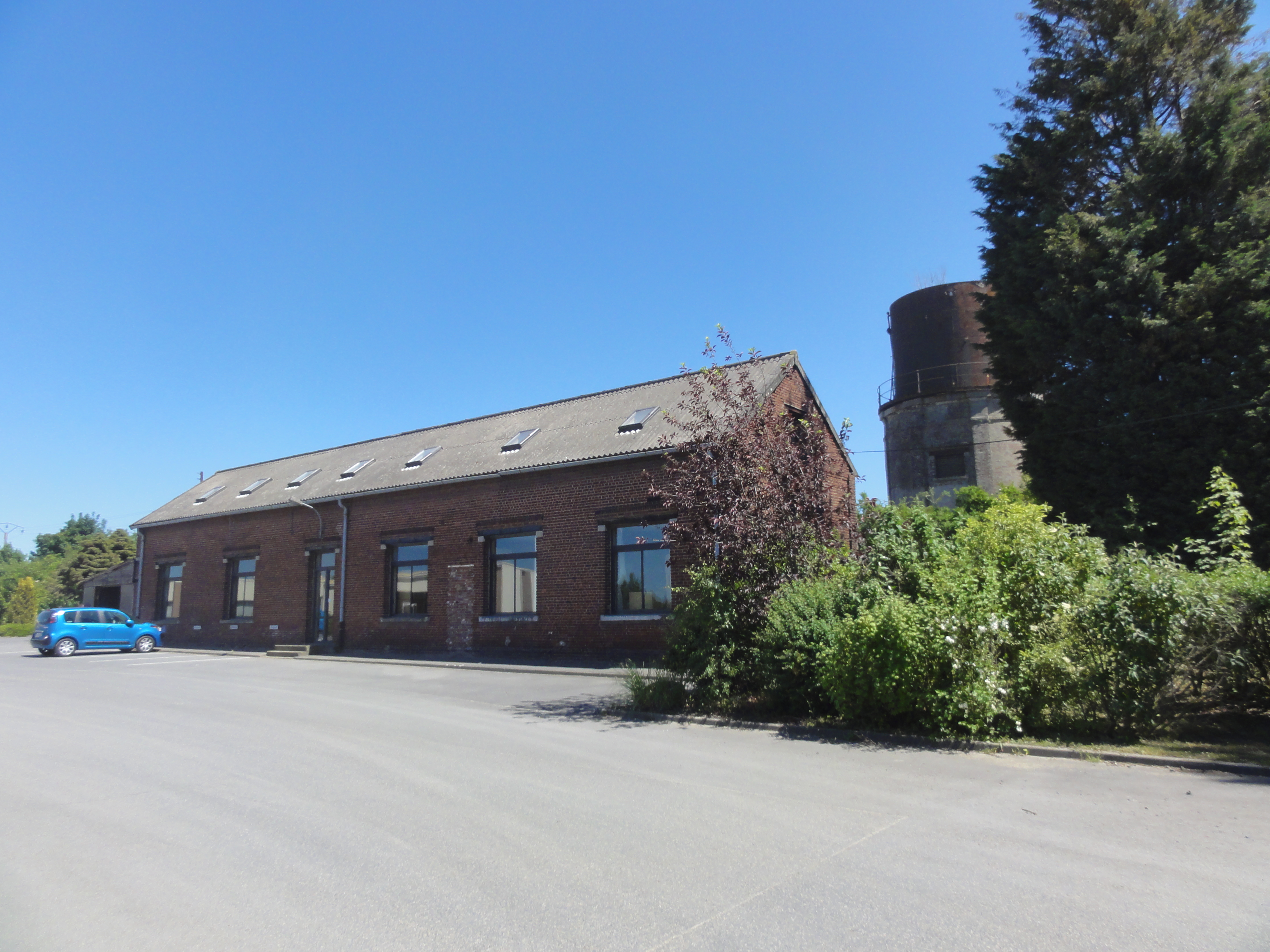
Ancien bâtiment.
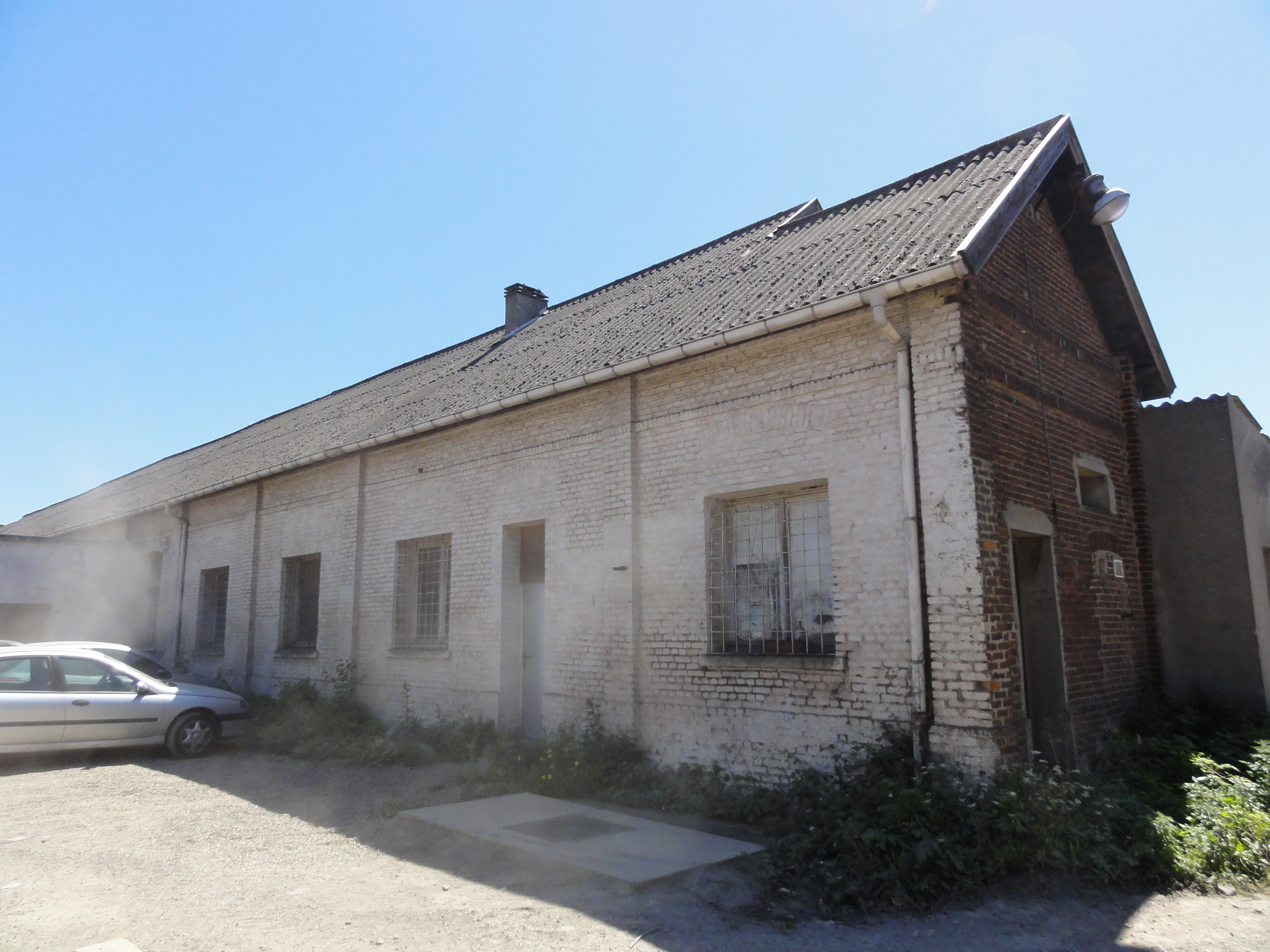
Ancien bâtiment.
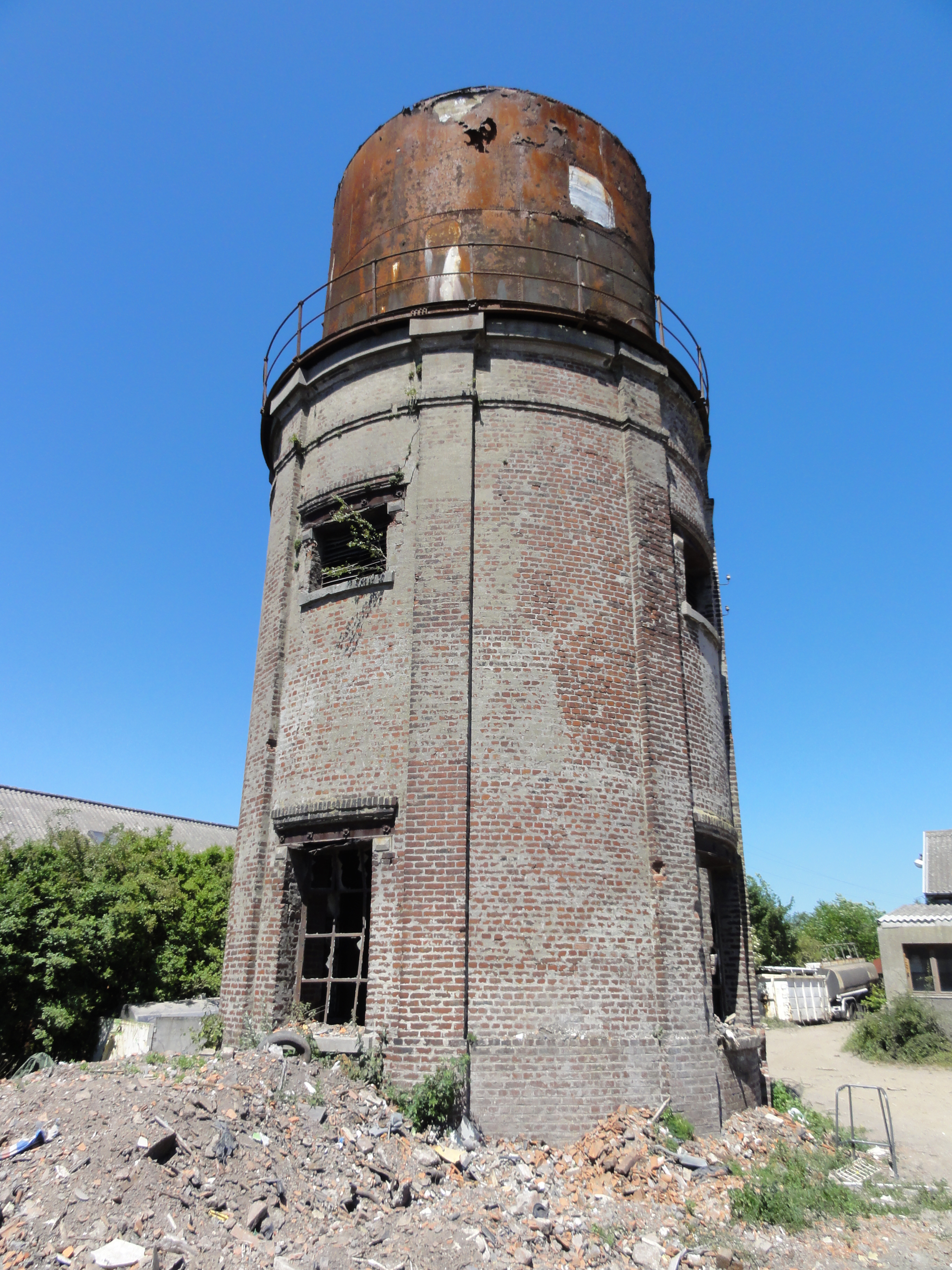
Château d'eau de la fosse.

## Les terrils
Deux terrils résultent de l'exploitation de la fosse.

### Terrilno50, 7 de Béthune
50° 27′ 44″ N, 2° 45′ 34″ E
Le terril no 50, 7 de Béthune, situé à Mazingarbe, est le terril conique de la fosse no 7 - 7 bis des mines de Béthune. Haut de 82 mètres, il a été exploité.

### Terrilno50A, Cavalier du 7 de Béthune
50° 28′ 01″ N, 2° 45′ 16″ E
Le terril no 50, Cavalier du 7 de Béthune, situé à Mazingarbe, est le terril cavalier reliant la fosse no 7 - 7 bis des mines de Béthune à la fosse no 3.

## Les cités
De vastes cités ont été bâties au nord-ouest de la fosse no 7 - 7 bis. Les habitations des rues Montesquieu, Châteaubriand, et de la Fontaine sont détruites en 2009 pour la plupart. Le reste des cités a été rénové.

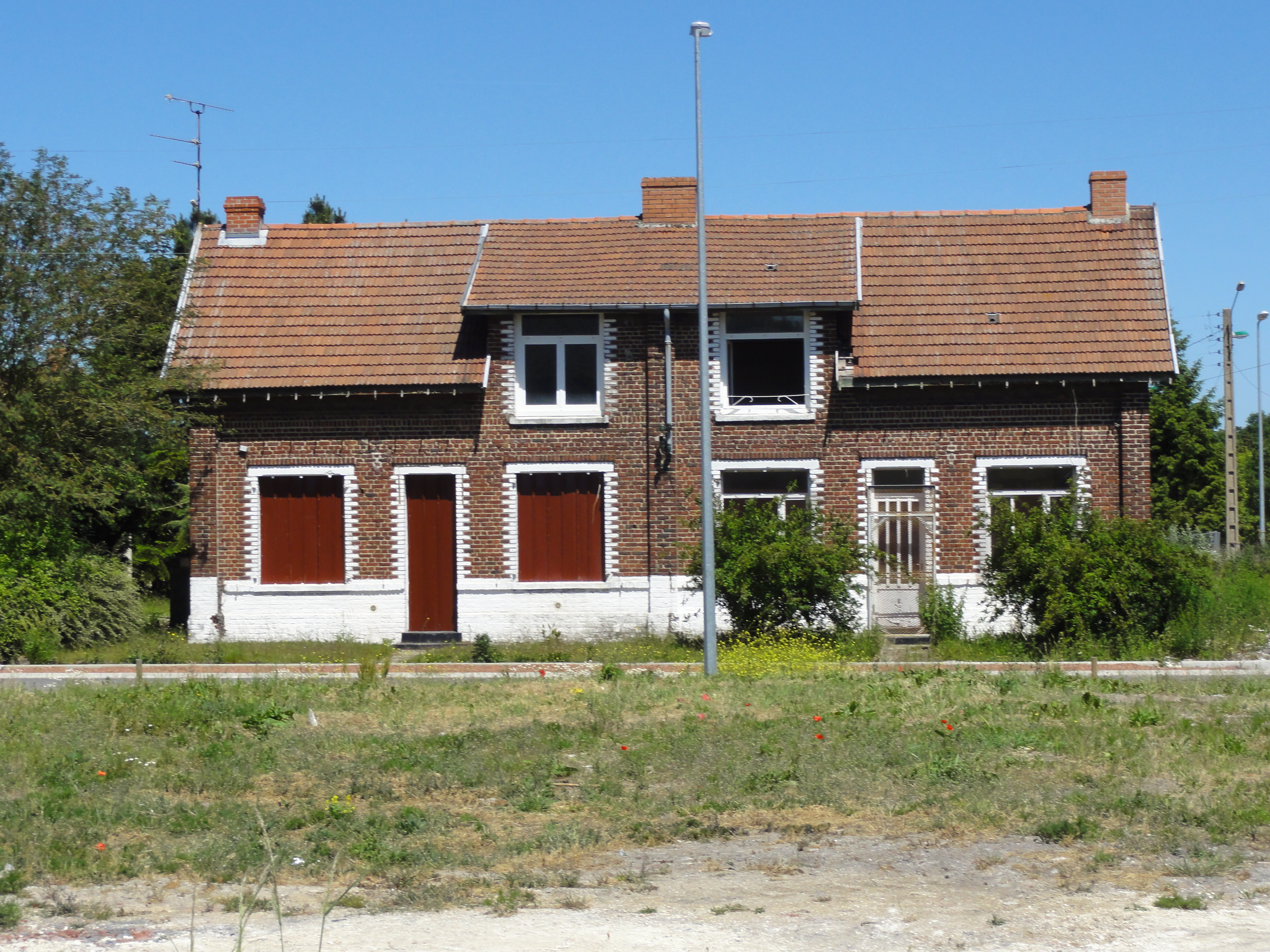
Des habitations groupées par deux.
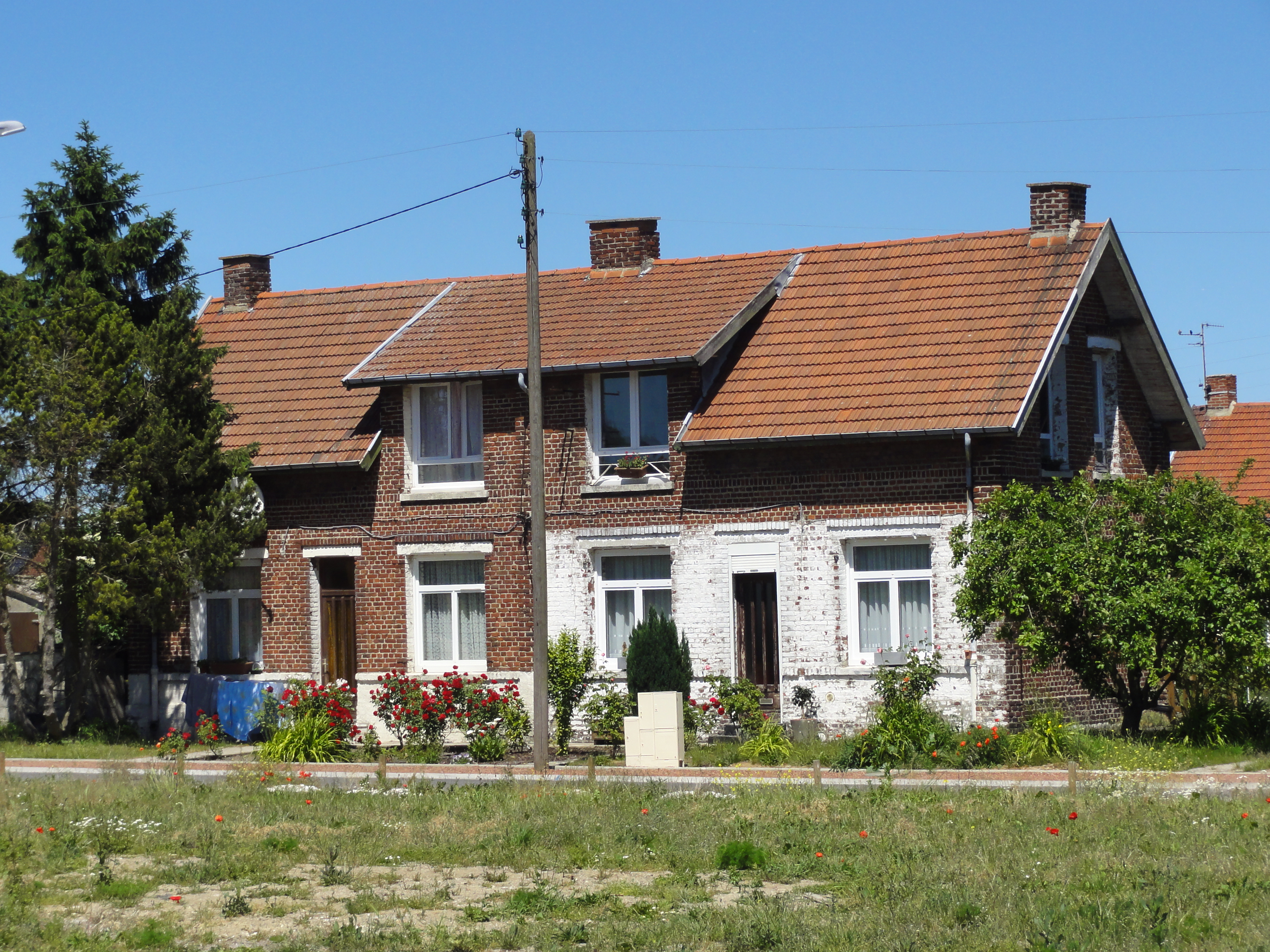
Des habitations groupées par deux.
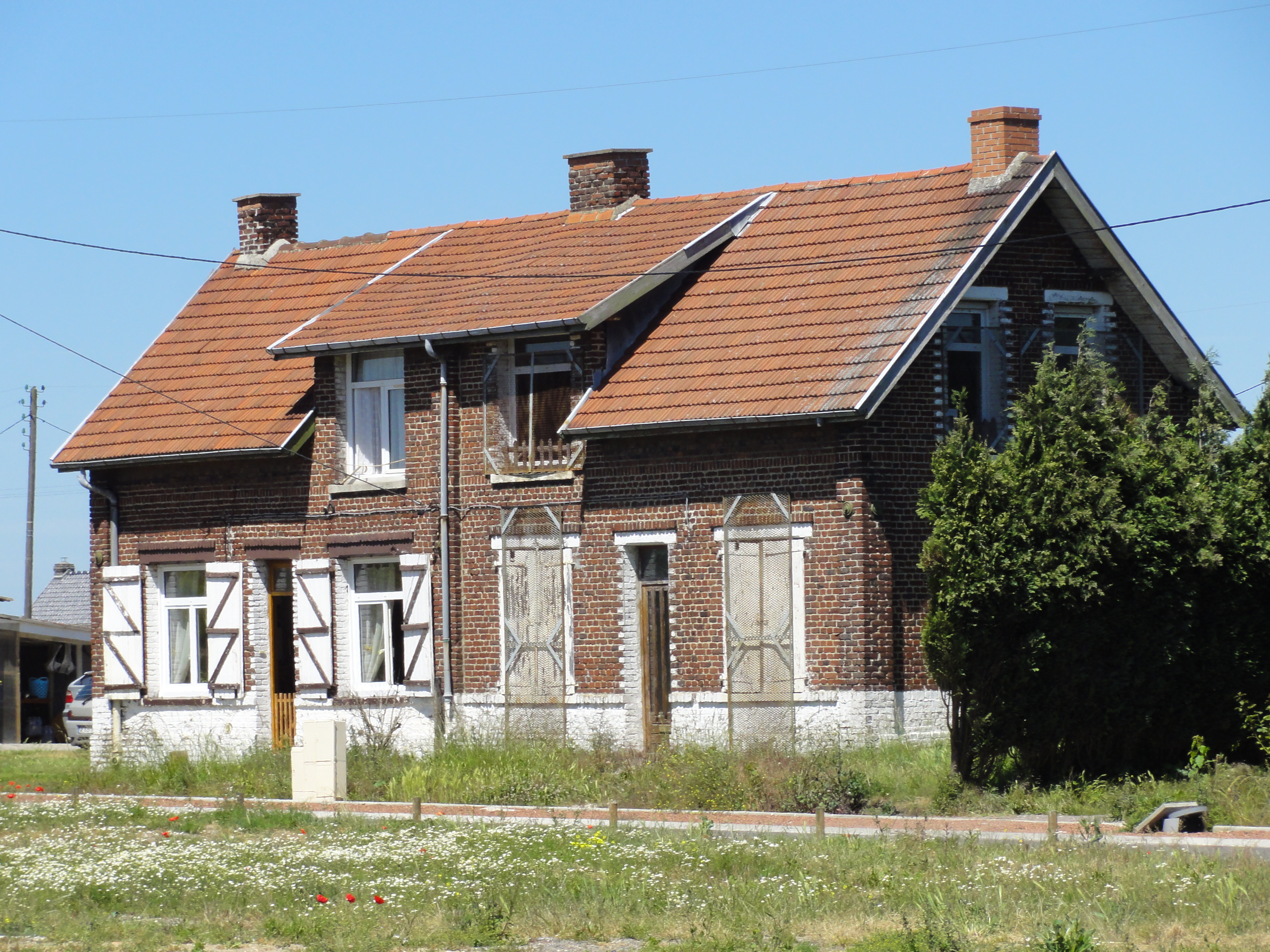
Des habitations groupées par deux.
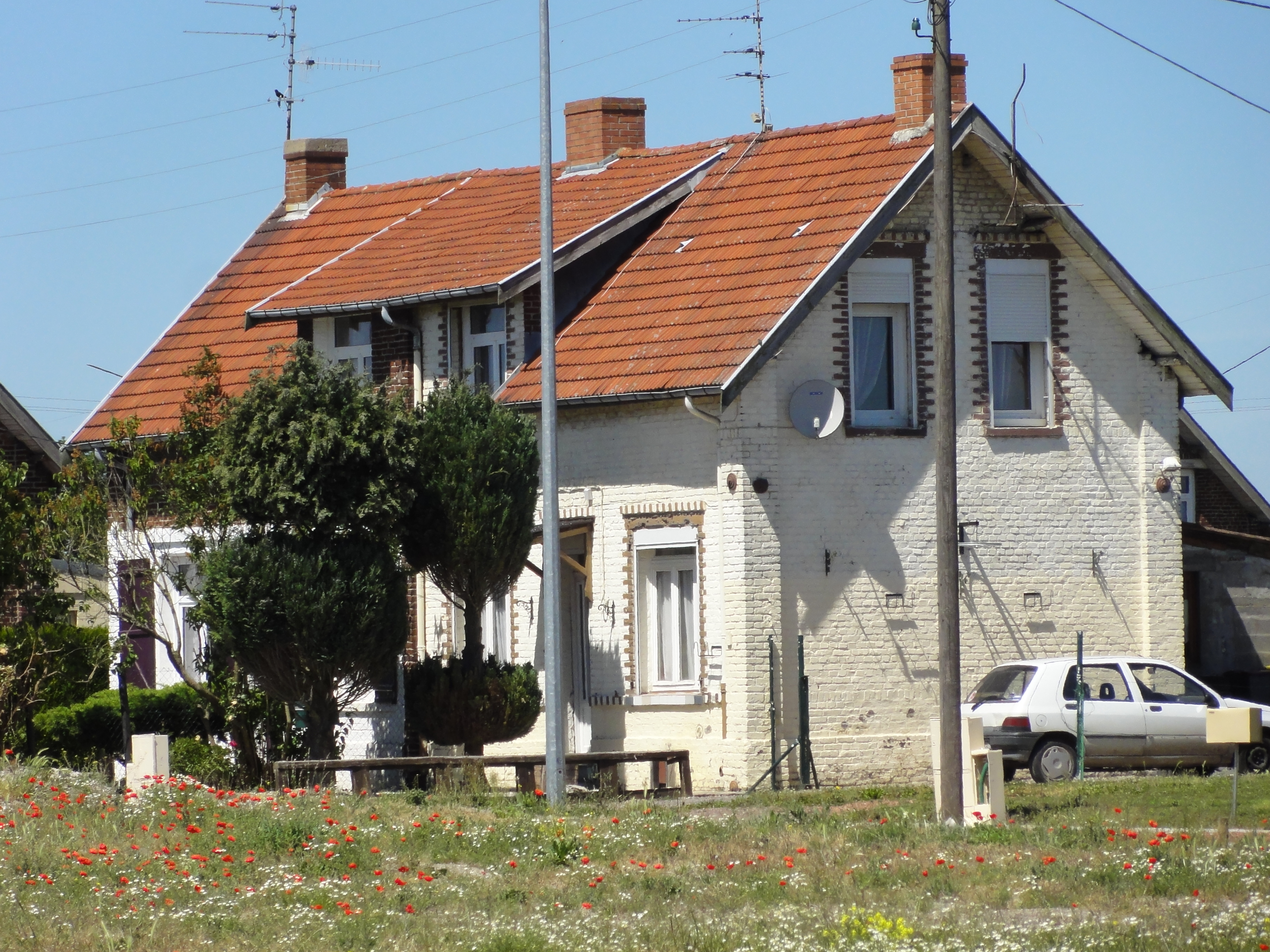
Des habitations groupées par deux.
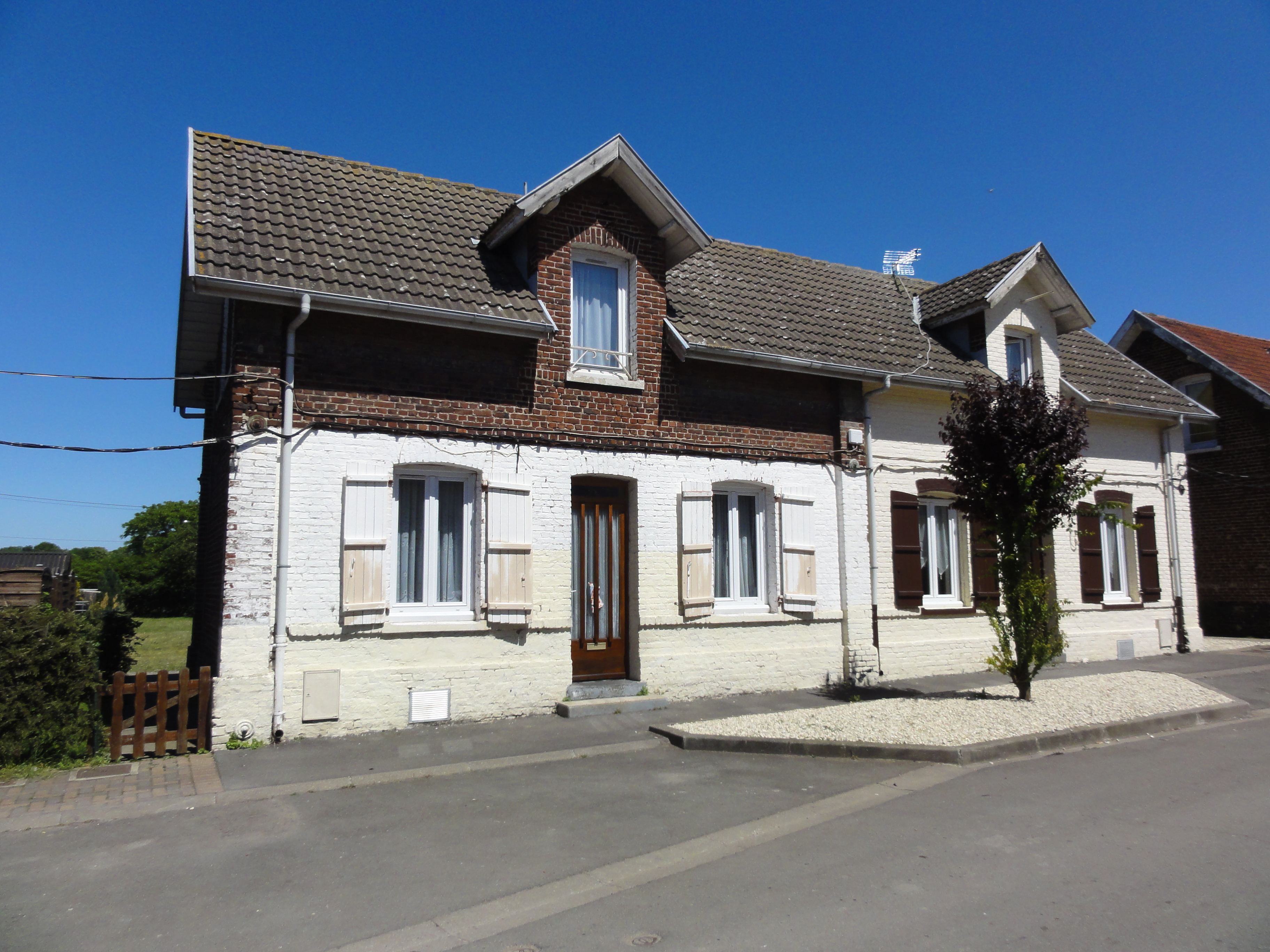
Des habitations groupées par deux.
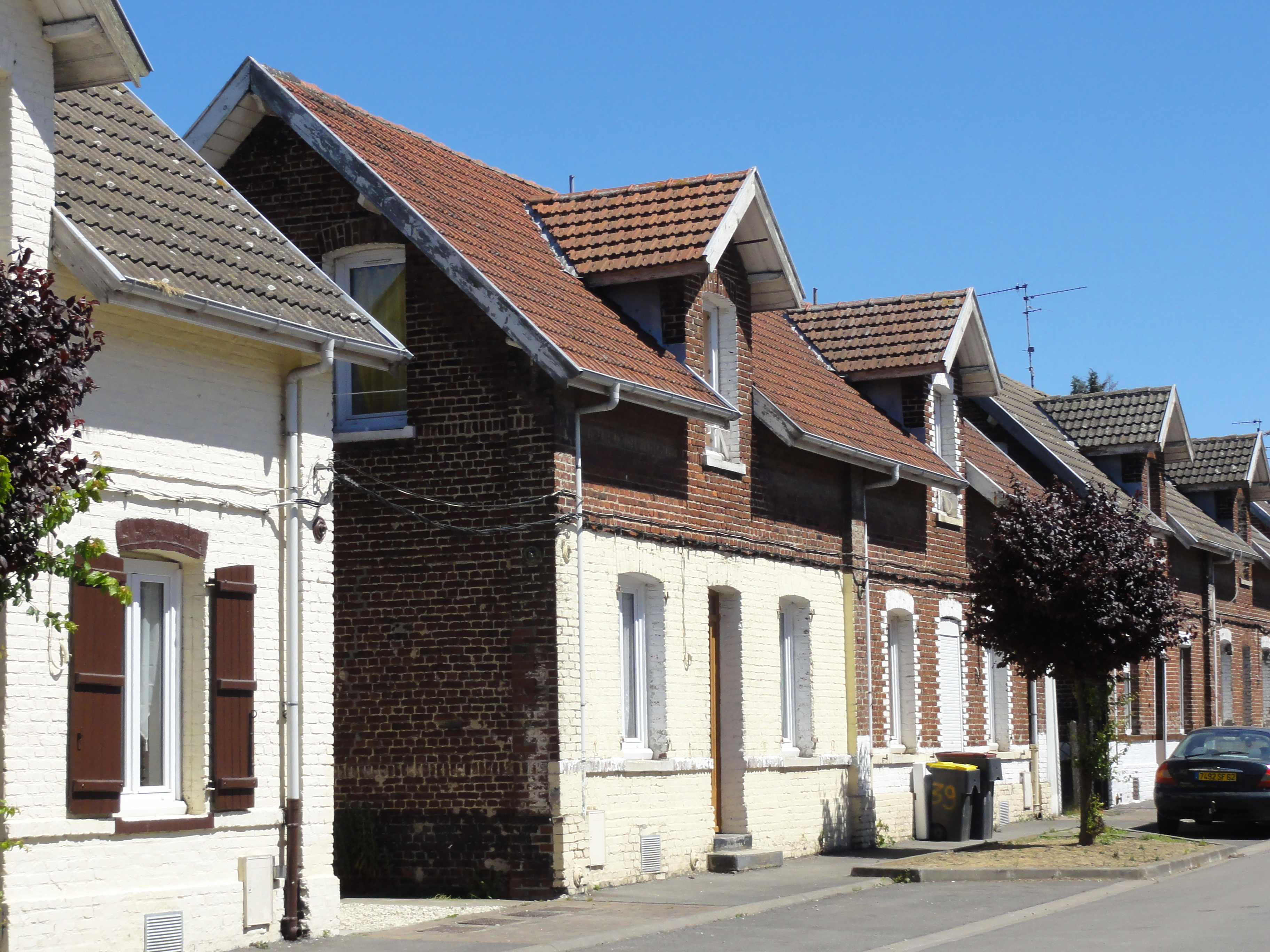
Des habitations groupées par deux.